# Архијерејско намесништво сврљишко
Архијерејско намесништво сврљишко сачињава одређени број црквених општина и парохија Српске православане цркве у Епархији нишкој, под надзором архијерејског намесника са седиштем у Сврљигу у храму Светог цара Константина и царице Јелене, у општини Сврљиг у Нишавском округу.
Намесништво опслужује вернике из Сврљиг и околних села, и у свом саставу има - сакралне објеката изграђена у периоду од 19. до 21. века. У последњих двадесет година цркве намесништва доведене су у функционално стање неопходно за Богослужење верујућег народа.
У саставу Архијерејског намесништва Сврљишког су 2 парохије са 12 храмова.

## Парохије, седиште и области
| Парохија       | Седиште парохије                                    | Области |
| -------------- | --------------------------------------------------- | --- |
| Прва сврљишка  | Сврљиг Храм Светог цара Константина и царице Јелене | - Половина Сврљига - Села — Жељево, Ђуринац, Црнољевица, Белоиње, Рибаре, Округлица, Гулијан, Лозан, Периш, Манојлица, Влахово, Луково, Извор, Бурдимо, Околиште, Бучум, Тијовац, Гушевац.                 |
| Друга сврљишка | Сврљиг Храм Светог цара Константина и царице Јелене | - Половина Сврљига - Села — Нишевац, Драјинац, Преконога, Мерџелат, Миљковац, Лалинац, Плужина, Грбавче, Сливје, Копајкошара, Попшица, Гојмановац, Пирковац, Лабуково, Давидовац, Радмиловац, Галибабинац. |

## Храмови у парохијама
| Парохија         | Храмови |
| ---------------- | --- |
| Сврљишка (прва)  | Црква Светих царева Константина и царице Јелене у Сврљигу - Црква Успења Пресвете Богородице у Црнољевици - Црква Светих апостола Петра и Павла у Гулијану - Црква Светих царева Константина и царице Јелене у Манојлици - Црква Свете великомученице Петке у Извору - Црква Светог апостола Марка у Белоињу. |
| Сврљишка (друга) | Црква Светог пророка Илије у Нишевцу — Црква Светог Николе у Драјинцу - Црква Свете Тројице у Преконоги - Црква Светог Николаја у Лалинцу - Црква Свете Тројице у селу Грбавче - Црква Светог пророка Илије и Светог Лазара у селу Грбавче.                                                                   |

## Галерија
- Храм Светих царева Константина и царице Јелене у Сврљигу
- Храм Свете Тројице у селу Грбавче